# Блюм, Дмитрий Александрович
Дмитрий Александрович Блюм (13 сентября 1912, Москва — 10 марта 1995, Москва) — советский и российский музыковед и педагог. В 1938—1995 годах преподаватель Музыкального училища при Московской консерватории. Один из крупнейших в России педагогов-сольфеджистов. Заслуженный работник культуры РСФСР (1966).

## Биография
Родился 13 сентября 1912 года[по какому календарю?] — сын скрипача и альтиста А. Г. Блюма и пианистки Е. Д. фон Мансфельд, внук драматурга и переводчика Д. А. фон Мансфельда. В 1929 году окончил строительный техникум (по специальности конструктор-чертёжник), работал в Мосгипромезе, в реставрационных мастерских Кремля. В 1937 году окончил струнное отделение Музыкального училища при Московской консерватории (класс контрабаса А. А. Милушкина), в 1938 году — теоретическое отделение этого училища. Уже в 1936 году начал преподавательскую деятельность и вёл её до конца жизни. С 1938 года учился в Московской консерватории.
В 1937 году женился на арфистке Галине Тимофеевне Щербович (1918—1986). Венчание происходило в церкви в Лосиноостровске и «было тайным, но на нём присутствовали Игорь Владимирович Способин, Дмитрий Романович Рогаль-Левицкий, Владимир Владимирович Соколов <…> Хор пел нам концерт Бортнянского. Самим фактом венчания (в те времена они были запрещены) Д. А. Блюм объяснял ограничение своей профессиональной деятельности в основном стенами среднего учебного заведения: «После этого события моя звезда в консерватории начала быстро закатываться».
В числе своих педагогов Д. А. Блюм упоминает И. В. Способина (гармония), Н. С. Речменского (композиция), сольфеджистов В. В. Соколова, В. В. Хвостенко, И. И. Дубовского, Г. А. Дмитриевского, А. В. Александрова, хормейстера А. В. Никольского. «Может быть, от своих педагогов я получил страстную любовь к этому предмету».
В 1936—1939 гг. Д. А. Блюм преподавал в ЦМШ и, одновременно, с 1937 года — в Лосиноостровской музыкальной школе. С 1936 года (или 1937) работал в Музыкальном училище при Московской консерватории, где первоначально преподавал сольфеджио, элементарную теорию и гармонию в качестве ассистента; с 1938 года работал самостоятельно. С 1948 года вёл спецкурс сольфеджио на теоретическом отделении. В 1930-е — 1940-е гг. вёл также инструментовку, руководил кружком истории оркестровки в том же училище. В первые послевоенные годы работал (по совместительству) зам. начальника Управления учебных заведений Комитета по делам искусств при СНК СССР.
В Музыкальном училище при Московской консерватории работал почти 60 лет — до 1995 года, в 1952—1977 гг. был зав. теоретическим отделением. Освоение сольфеджио в классе Блюма — музыканта с высокими художественными требованиями и широкой эрудицией — расценивалось многими учениками как «тонкая интеллектуальная „игра в бисер“, изысканность и изящество творческого процесса».
В числе его многочисленных учеников разных лет: композиторы А. Я. Эшпай, Т. Корганов, В. К. Комаров, Н. С. Корндорф, А. К. Вустин, М. Г. Ермолаев, джазовый пианист и композитор И. М. Бриль, дирижёр М. В. Юровский, музыковеды Ю. Н. Хохлов, Г. Л. Головинский, И. Е. Лозовая, педагоги Музыкального училища при Московской консерватории В. П. Фраёнов, Е. М. Вызго, В. В. Базарнова, Т. А. Петрова, Н. В. Прокина, К. В. Корзун, В. П. Демидов (ныне директор училища).
Одним из направлений педагогической деятельности Д. А. Блюма была помощь преподавателям музыкальных учебных заведений СССР (в форме открытых уроков, конференций и семинаров, курсов повышения квалификации).
Награждён медалями «За оборону Москвы», «За доблестный труд в Великой Отечественной войне».
Умер 10 марта 1995 года. Похоронен в Москве на Введенском кладбище (уч. 23).
С 2016 года в Музыкальном училище при Московской консерватории проводится Всероссийский творческий конкурс по музыкально-теоретическим дисциплинам имени Д. А. Блюма для студентов средних специальных учебных заведений.